# Pleșcuța (rijeka)
Pleșcuța ili Valea Dolii  je rijeka u Rumunjskoj, u županiji Alba, desna pritoka rijeke Arieșul Mic. Pritoka joj je rijeka Valea Morii. Protječe kroz naselja Pleșcuța, Drăgoiești-Luncă, a kod naselja Ponorel ulijeva se u Arieșul Mic.